# 娜蒂亞·梅利提
娜蒂亞·梅利提（法語：Nadia Melliti，2002年—），法国突尼斯裔演员。2025年，她在阿弗西娅·埃尔奇执导电影《最小的女儿》中献上银幕处女秀，凭借该片获得第78屆坎城影展最佳女演员奖。